# 蓝鼎元墓
蓝鼎元墓，位于中国福建省漳浦县湖西畲族乡下墟村，清乾隆四十八年（1783年）建。坐西朝东，占地面积300平方米。三合土结构，平面呈“风”字型，二圈椭圆形封土，三层墓埕，前作半月形墓池，三合土嵌青石墓碑。2005年5月11日公布为第六批福建省文物保护单位。